# بطولة ويمبلدون 1954
قائمة ببطولات ويمبلدون لسنة 1954:

## فردي رجال
ياروسلاف دروبني هزم  كين روزويل . النتيجة: 13-11 4-6 6-2 9-7

## فردي سيدات
ماورين كوننلي براينكر هزمت  لويس بروه كلاب. النتيجة: 6-2, 7-5